# Stelis triangulabia
Stelis triangulabia är en orkidéart som beskrevs av Oakes Ames. Stelis triangulabia ingår i släktet Stelis och familjen orkidéer. Inga underarter finns listade i Catalogue of Life.